# Andrea Montermini
Andrea Montermini (Sassuolo, 30 maggio 1964) è un pilota automobilistico italiano.

## Carriera

### Formule minori (1987-1992)
Montermini iniziò a correre nel 1987, esordendo nel Campionato Formula Alfa Boxer. Conquistò tre vittorie e due secondi posti nelle cinque gare disputate, giungendo terzo in classifica generale nonostante non avesse potuto partecipare all'intera stagione per mancanza di fondi. Nel 1988 passò al Campionato italiano di Formula 3, senza però conquistare punti anche per via della scarsa competitività della vettura da lui pilotata; l'anno successivo chiuse invece in quarta posizione, vincendo la gara a Vallelunga e giungendo secondo al debutto a Montecarlo, nel prestigioso Gran Prix F.3 in contemporanea con il Gran Premio di Monaco di F1.
I buoni risultati della stagione 1989 gli valsero l'ingaggio della Scuderia Italia come collaudatore per il campionato 1990 e il passaggio al Campionato internazionale di F3000, nel quale ottenne l'ottavo posto in classifica generale al debutto. Nel 1991 il pilota emiliano continuò a competere in Formula 3000 dove ottenne due podi a Pau (Francia) e Hockenheim (Germania), venendo ingaggiato dalla Scuderia Ferrari come collaudatore ufficiale in F1. L'anno successivo arriva l'accordo in F3000 con il team Il Barone Rampante. In Spagna, nel terzo appuntamento stagionale, Montermini ottenne la sua prima vittoria davanti a Rubens Barrichello, ma dopo sei gare la scuderia lo sostituì con il Pay driver Pedro Chaves.
Passato alla Forti, il pilota italiano conquistò altri due primi posti assoluti a Spa ed Albacete nelle rimanenti quattro corse, giungendo secondo in Campionato.

### CART
Nel 1993 Montermini, in attesa di un posto in Formula 1, trova un accordo Benetton disputando anche quattro gare nel Campionato CART, nelle quali ottenne un quarto posto come miglior risultato, guidando una vettura dell'anno precedente. Nonostante il buon debutto il pilota italiano non trovò sistemazioni competitive per l'anno successivo.

### Formula 1 (1990-1991 e 1993-1998)

#### 1990-1993: il debutto
Debutta in Formula 1 nel 1990 come collaudatore della Scuderia Italia, nel campionato 1991 viene ingaggiato dalla Scuderia Ferrari come collaudatore ufficiale del team di Formula 1 dove effettuò oltre 12.000 km di test. Ritornò nel circus nella stagione 1993 ricoprendo il ruolo di collaudatore per la Benetton.

#### 1994: Simtek
L'anno successivo trovò sistemazione grazie alla chiamata del Team F.1 Simtek per prendere il posto di Roland Ratzenberger, deceduto durante le qualifiche del Gran Premio di San Marino, a partire dal Gran Premio di Spagna e per la gara seguente. Purtroppo durante le prove libere Montermini perse il controllo della propria vettura, andando a sbattere violentemente contro le barriere e riportando fratture a una caviglia e ai piedi e l'incrinatura di una costola.

#### 1995: Pacific

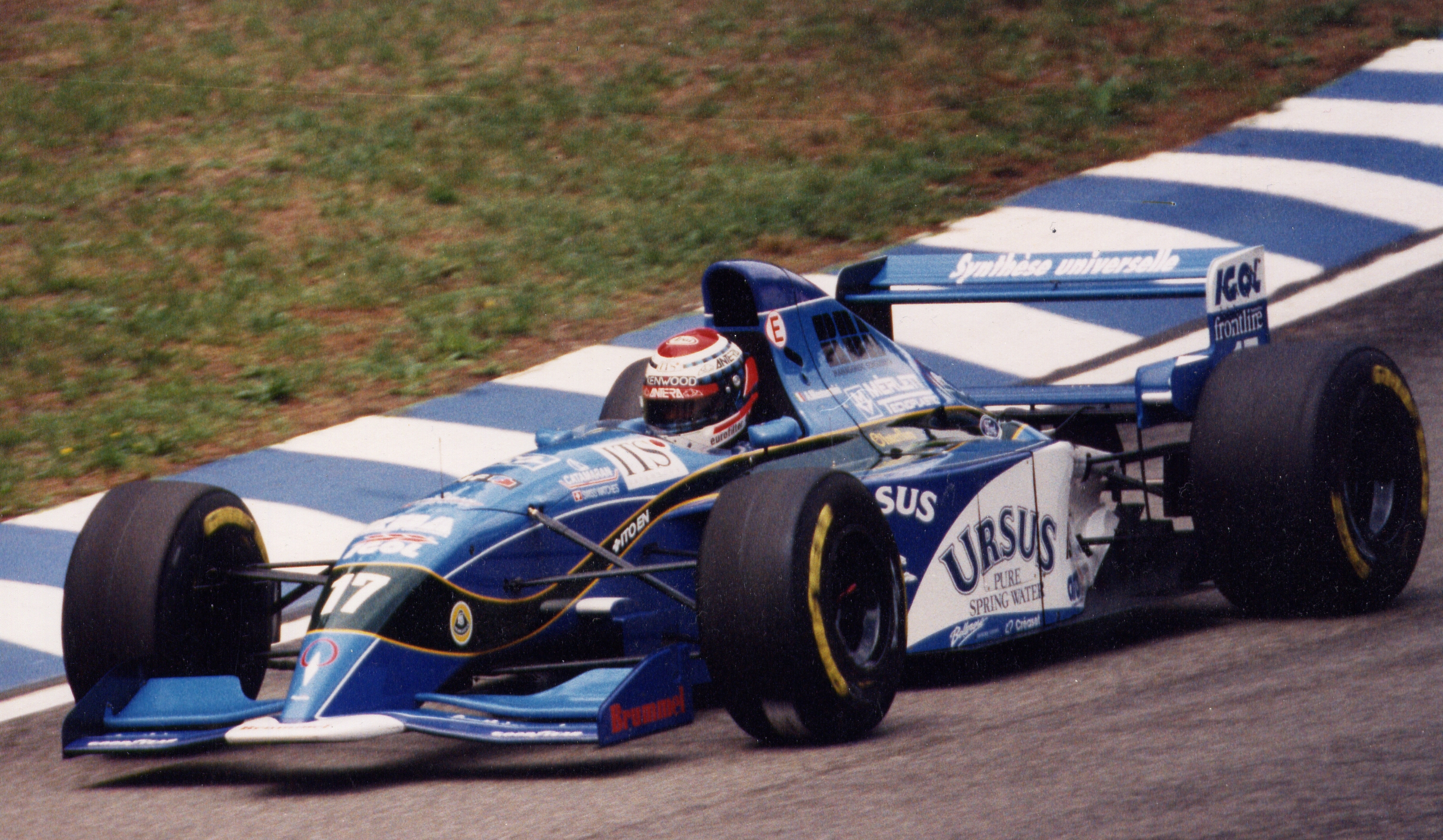
Montermini impegnato con la Pacific al Gran Premio di Germania 1995.

Nel 1995 Montermini fu ingaggiato dalla Pacific Racing per disputare il Campionato mondiale di Formula 1. Alla guida di una vettura poco competitiva e inaffidabile, il pilota italiano si qualificò regolarmente nelle ultime file, facendo comunque meglio dei suoi compagni di squadra e riuscendo a vedere la bandiera a scacchi solo in quattro occasioni; Montermini ottenne il miglior risultato della stagione nel Gran Premio di Germania, che chiuse in ottava posizione nonostante una grave avaria al cambio proprio negli ultimi giri.

#### 1996: Forti

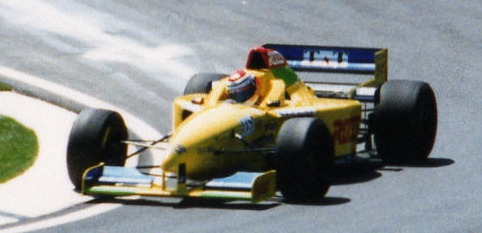
L'italiano sulla Forti nel 1996 durante le qualifiche del Gran Premio di San Marino

Al termine della stagione 1995 la Pacific chiuse i battenti e per l'anno successivo Montermini si accordò con la Forti Corse. Nelle prime gare la scuderia schierò un'evoluzione della vettura dell'anno prima e, con l'introduzione della regola del 107%, né Montermini né il compagno di squadra Badoer riuscirono a qualificarsi per il Gran Premio inaugurale in Australia. In Argentina il pilota italiano portò a termine la gara in decima ed ultima posizione, ma nei due appuntamenti successivi mancò nuovamente la qualificazione. A partire dal Gran Premio di Monaco la Forti schierò per Montermini un secondo esemplare della nuova vettura (che Badoer aveva già portato in gara nel Gran Premio precedente), ma i risultati non migliorarono in maniera significativa. Montermini riuscì a qualificarsi solo in due altre occasioni, senza però vedere la bandiera a scacchi, prima che la scuderia abbandonasse il Campionato per mancanza di fondi.

#### 1997-1998: di nuovo collaudatore
Per il Campionato 1997, non riuscendo a trovare un sedile libero, ricopre il ruolo di collaudatore per la neonata MasterCard Lola, la quale chiuderà i battenti prima della seconda gara stagionale. Nella stagione 1998 è il collaudatore della Tyrrell nella sua ultima annata in F1. Al termine del campionato con la squadra già venduta alla British American Tobacco non trovando più spazio, abbandona la Formula 1.

### Prototipi e GT (1997-2013)
Passato alle competizioni con ruote coperte alternando il ruolo di collaudatore in F1, nel 1997 Montermini disputò il Campionato del Mondo Sport Prototipi organizzato dalla IMSA al volante di una Ferrari 333SP del team Moretti. In coppia con Antonio Hermann, Montermini vinse quattro gare, facendo segnare 9 volte il giro più veloce in gara, 6 Pole Position e concludendo in sesta posizione in classifica generale.
L'anno dopo fu assunto come collaudatore dalla TWR per sviluppare la Nissan R390 GT1 che avrebbe dovuto competere nella 24 Ore di Le Mans; il pilota italiano prese parte alla gara insieme a Jan Lammers ed Érik Comas, chiudendo in sesta posizione assoluta. Nel 1999 partecipò nuovamente alla 24 Ore di Le Mans al volante del prototipo Courage C52, giungendo nuovamente sesto in classifica generale insieme ad Alex Caffi e Domenico Schiattarella. Nel 1999 prese parte anche a quattro gare nel Campionato CART.
Nel 2001 prese parte alla 24 Ore di Daytona, chiudendo in 5 posizione di classe insieme a Fabian Peroni, Sergey Zlobin e Tony Ring; nel 2002 partecipò al Campionato FIA GT nella categoria N-GT, conquistando la terza posizione nella classifica di classe. Nel 2006 partecipò al Campionato FIA GT con una Saleen S7-R del team tedesco 'Zakspeed Racing'; insieme Jarek Janis ha anche ottenuto una vittoria nel GP di Budapest. Ha vinto 3 volte anche in International GT al volante della Ferrari 430 GT.
Nel 2007 ha ottenuto il titolo campione internazionale classe GTA, sempre al volante della Ferrari GT del Playteam, con 4 vittorie e 6 podi. Divenne anche vicecampione nella classe Open GT international. Nel 2008 conquistò il Campionato Internazionale GT assoluto con 5 vittorie e 4 podi alla guida della Ferrari GT della scuderia Playteam. Nel 2009 partecipò alla Le Mans Series in classe GT2 con la Ferrari, mentre nel 2010 diventa Campione Italiano GT, al volante della Ferrari 430 della Scuderia Villorba
Nel 2011 tornò a competere nell'International GT Open con la nuova Ferrari 458 GT Italia, conquistando due vittorie e il terzo posto in campionato. Nel 2013 Andrea Montermini Vince con 11 podi su 12 gare, 3 vittorie assolute, 6 secondi posti e 6 vittorie di classe con una gara di anticipo l'International GT Open alla guida della Ferrari 458 Italia GT2 della Scuderia Villorba Corse.

## Risultati completi in Formula 1
| 1994 | Scuderia | Vettura |  |  |  |  |    |  |  |  |  |  |  |  |  |  |  |  |  | Punti | Pos. |
| ---- | -------- | ------- |  |  |  |  | -- |  |  |  |  |  |  |  |  |  |  |  |  | ----- | ---- |
| 1994 | Simtek   | S941    |  |  |  |  | NQ |  |  |  |  |  |  |  |  |  |  |  |  | 0     | -º   |

| 1995 | Scuderia | Vettura |   |     |     |    |    |     |    |     |   |    |     |     |     |     |     |     |     | Punti | Pos. |
| ---- | -------- | ------- | - | --- | --- | -- | -- | --- | -- | --- | - | -- | --- | --- | --- | --- | --- | --- | --- | ----- | ---- |
| 1995 | Pacific  | PR02    | 9 | Rit | Rit | NP | SQ | Rit | NC | Rit | 8 | 12 | Rit | Rit | Rit | Rit | Rit | Rit | Rit | 0     | -º   |

| 1996 | Scuderia | Vettura    |    |     |    |    |    |    |    |     |     |    |    |  |  |  |  |  |  | Punti | Pos. |
| ---- | -------- | ---------- | -- | --- | -- | -- | -- | -- | -- | --- | --- | -- | -- |  |  |  |  |  |  | ----- | ---- |
| 1996 | Forti    | FG01B/FG03 | NQ | Rit | 10 | NQ | NQ | NP | NQ | Rit | Rit | NQ | WD |  |  |  |  |  |  | 0     | -º   |

| Legenda | 1º posto     | 2º posto | 3º posto    | A punti         | Senza punti/Non class.  | Grassetto – Pole position Corsivo – Giro più veloce |
| Legenda | Squalificato | Ritirato | Non partito | Non qualificato | Solo prove/Terzo pilota | Grassetto – Pole position Corsivo – Giro più veloce |